# Dessent Ridge
Dessent Ridge ist ein hoch aufragender und vereister Gebirgskamm im ostantarktischen Viktorialand. Er liegt 8 km östlich des Mount Murchison in der Mountaineer Range.
Der United States Geological Survey kartierte ihn anhand eigener Vermessungen und mithilfe von Luftaufnahmen der United States Navy zwischen 1960 und 1964. Das Advisory Committee on Antarctic Names benannte ihn 1969 nach Joseph E. Dessent, Meteorologe auf der Hallett-Station im Jahr 1961.